# Сапотильтик (муниципалитет)
Сапотильтик (исп. Zapotiltic) — муниципалитет в Мексике, в штате Халиско, с административным центром в одноимённом посёлке. Численность населения, по данным переписи 2020 года, составила 33 713 человек.

## Общие сведения
Название Zapotiltic с языка науатль можно перевести как: место чёрной сапоты.
Площадь муниципалитета равна 252,3 км², что составляет 0,3 % от общей площади штата, а наиболее высоко расположенное поселение Пастор-де-Арриба находится на высоте 1774 метра.
Сапотильтик граничит с другими муниципалитетами штата Халиско: на севере и востоке с Тамасула-де-Гордьяно, на юге с Текалитланом, на западе с Туспаном, и на северо-западе с Сапотлан-эль-Гранде.

## Учреждение и состав
Дата основания муниципалитета не сохранилась, но его статус был подтверждён указом от 4 марта 1831 года, по данным 2020 года в его состав входит 27 населённых пунктов, самые крупные из которых:
| Код INEGI                  | Населённый пункт                                                                                    | Численность населения (2005 год) | Численность населения (2010 год) | Численность населения (2020 год) |
| -------------------------- | --------------------------------------------------------------------------------------------------- | -------------------------------- | -------------------------------- | -------------------------------- |
| 121                        | Всего                                                                                               | 27290                            | 29192                            | 33713                            |
| 0001                       | Сапотильтик (исп. Zapotiltic) 19°37′37″ с. ш. 103°25′01″ з. д. (административный центр)             | 21440                            | 22833                            | 27260                            |
| 0021                       | Эль-Ринкон (исп. El Rincón) 19°40′01″ с. ш. 103°24′06″ з. д.                                        | 2275                             | 2598                             | 2912                             |
| 0025                       | Тасинастла (исп. Tasinaxtla (La Cañada)) 19°34′48″ с. ш. 103°17′56″ з. д.                           | 745                              | 729                              | 692                              |
| 0010                       | Эль-Коауайоте (исп. El Coahuayote (El Arco)) 19°36′38″ с. ш. 103°21′24″ з. д.                       | 555                              | 662                              | 567                              |
| 0012                       | Эль-Кортихо (исп. El Cortijo) 19°41′17″ с. ш. 103°21′19″ з. д.                                      | 388                              | 438                              | 456                              |
| 0005                       | Вилья-Ласаро-Карденас (исп. Villa Lázaro Cárdenas (El Aserradero)) 19°32′29″ с. ш. 103°15′11″ з. д. | 401                              | 442                              | 353                              |
| 0023                       | Сан-Рафаэль (исп. San Rafael) 19°36′01″ с. ш. 103°19′00″ з. д.                                      | 408                              | 396                              | 334                              |
| 0022                       | Сан-Хосе-де-ла-Тинаха (исп. San José de la Tinaja) 19°36′49″ с. ш. 103°19′16″ з. д.                 | 370                              | 421                              | 326                              |
| 0013                       | Феррерия-де-Провиденсия (исп. Ferrería de Providencia) 19°44′44″ с. ш. 103°19′51″ з. д.             | 304                              | 313                              | 322                              |
| —                          | Прочие                                                                                              | 404                              | 360                              | 491                              |
| Названия на карте Генштаба | |                                  |                                  |                                  |

## Природные ресурсы
Муниципалитет располагает следующими ресурсами:
- 1735 гектар леса, преимущественно состоящие из таких видов деревьев как акация, мескито и гикори;

- минеральные — месторождения извести, известняка, гипса, мрамора, барита , кварца, талька и фосфорита.

## Экономическая деятельность
По статистическим данным 2000 года, работоспособное население занято по секторам экономики в следующих пропорциях:
- сельское хозяйство, животноводство и рыбная ловля — 22,4 %;
- промышленность и строительство — 27,8 %;
- торговля, сферы услуг и туризма — 47,8 %;
- безработные — 2 %.

## Инфраструктура
По статистическим данным 2020 года, инфраструктура развита следующим образом:
- электрификация: 97,4 %;
- водоснабжение: 97,4 %;
- водоотведение: 99,6 %.